# Dokukódó

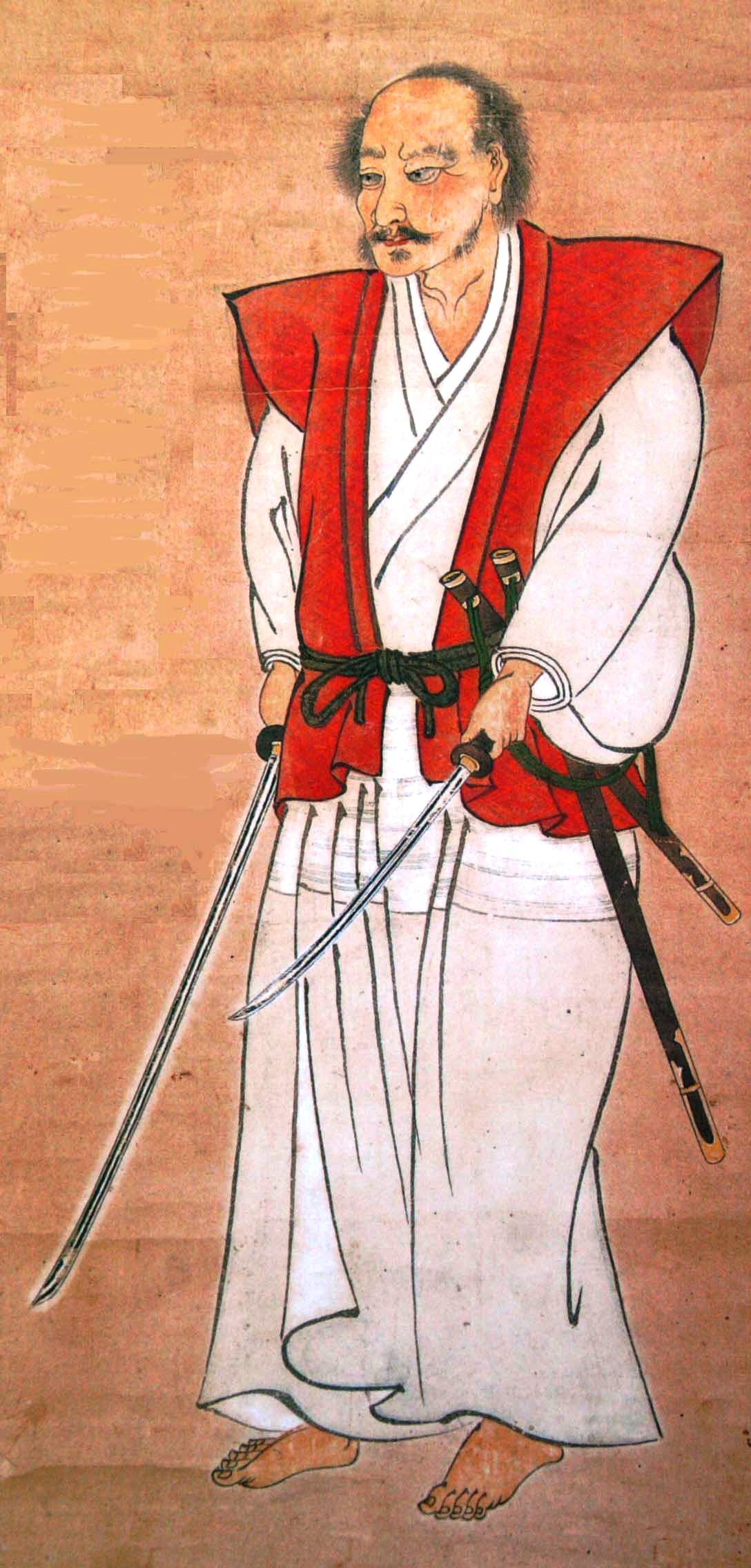
Autoportrét Musašiho Mijamota - autora Dokukódó

Dokukódó (japonsky 獨行道) (česky „Cesta, kterou sám jdu“) je krátké dílo, které napsal japonský rónin a buddhistický myslitel Musaši Mijamoto týden před svou smrtí v roce 1645. Skládá se z 21 zásad ve formě krátkých aforismů, podle kterých se Musaši Mijamoto snažil žít svůj život.

## Historie
Dokukódó bylo sepsáno v době, kdy Musaši rozdával svůj majetek v rámci přípravy na smrt. Dílo věnoval svému oblíbenému žákovi Terao Magonodžóovi (jemuž dříve věnoval i své dílo Go rin no šo (Kniha pěti kruhů). Zachovaný originál díla byl po celé generace v osobním vlastnictví jedné rodiny a byl tedy mimo zasvěcené kruhy zcela neznámý a to až do roku 1909, kdy byl poprvé veřejně publikován v rámci historické studie věnující se osobě Musašiho Mijamota. Dnes je v majetku prefekturního muzea umění v Kumamotu.

## Obsah
Text se skládá z krátkého úvodu, jednadvaceti zásad a krátkého závěru. Jakýkoli překlad z japonštiny 17. století do evropských jazyků je obtížný (nepřesný) a u krátkých aforismů to platí ještě více. Následující český překlad 21 zásad je z německého překladu od Terua Machidy:
1. Nebudu se vzpírat způsobům světa. (世々の道をそむく／事なし)
2. Nebudu vyhledávat zábavu. (身にたのしみをたく／まず)
3. Mezi všemi věcmi nebudu žádnou upřednostňovat. (よろずに依怙の心／なし)
4. Jsem si vědom nepatrnosti sebe sama a velikosti světa. (身をあさく思世を／ふかく思ふ)
5. Chci být po celý svůj život osvobozen od chtivosti. (一生の間よくしん／思はず)
6. Nebudu trávit čas lítostí nad svými činy. (我事におゐて後悔を／せず)
7. Ať v dobrém nebo ve zlém, nebudu nikomu závidět. (善悪に他をねたむ／心なし)
8. Nebudu smutnit, když se má cesta odloučí od cesty někoho jiného. (いづれの道にもわかれを／かなしまず)
9. Nebudu hledat výmluvy ani uchovávat výčitky ať už k sobě nebo k ostatním. (自他共にうらみかこつ／心なし)
10. Neodevzdám se vášním lásky. (れんぼの道思ひよる／こゝろなし)
11. Nebudu si libovat v estetickém prožitku každé věci. (物毎にすきこのむ／事なし)
12. V mém bydlišti nebudu toužit po luxusu. (私宅におゐてのぞむ／心なし)
13. Nechci pro sebe žádné lahůdky. (身ひとつに美食を／このまず)
14. Nebudu držet ve vlastnictví věci, ze kterých se v budoucnu mají stát vzácné artefakty. (末々代物なる古き道具／所持せず.)
15. Budu důvěřovat sám sobě a ne pověrám. (わが身にいたり物いみ／する事なし)
16. Zbraně jsou mi tím nejdůležitějším, ostatními předměty se nezabývám. (兵具は各別よの道具／たしなまず.)
17. Jsem vždy připraven na této Cestě zemřít. (道におゐては死をいと／はず思ふ)
18. Ve stáří nebudu užívat žádných pokladů a panství. (老身に財宝所領／もちゆる心なし)
19. Buddha a bohové jsou hodní úcty, já je ale nebudu o nic prosit. (仏神は貴し仏神を／たのまず)
20. I když se vzdám svého života, nikdy nevzdám své pověsti. (身を捨ても名利は／すてず)
21. Nikdy nesejdu z cesty Heihô. (常に兵法の道を／はなれず)